# 1930-talsvagn
1930-talsvagn är samlingsbenämningen på de personvagnar som levererades till Statens Järnvägar under 1930- och 40-talen.
1930-talsvagnarna ersattes av 1960-talsvagnarna.